# ゴランゴ特設見張所
ゴランゴ特設見張所（ゴランゴとくせつみはりしょ）は、太平洋戦争中、現インドネシアのモロタイ島にあった3つの海軍見張所のうちの一つである。3つの中で唯一、電探（レーダー）を有していた。1944年9月のモロタイ島の戦いで機能を失った。

## 設置の経緯
太平洋戦争後半、アメリカ軍の西太平洋への反攻が本格化する中、日本海軍は太平洋各地の島嶼に航空基地の建設を進めた。モルッカ諸島方面でもハルマヘラ島を中心に航空基地の設営が進められた。他方、同じモルッカ諸島のモロタイ島では飛行場整備が途中で断念され、本格的な守備隊は配置せず、アメリカ軍が上陸した場合はコマンド作戦で利用を妨害する方針が採られた。1944年（昭和19年）7月7日に開かれたモルッカ諸島の陸海軍の打ち合わせでは、海軍はモロタイ島に見張所のほかに舟艇補給の中間基地と海上機動部隊の基地を設置すると定められた。
モルッカ諸島を守備する海軍第26特別根拠地隊は、上記方針に沿って主力をハルマヘラ島に集め、モロタイ島には警戒拠点として西岸の3か所（北端のソピ・中部のゴランゴ・南部のボシボシ）に見張所を設置するにとどまった。戦史叢書『海軍捷号作戦＜1＞』に引用された第26特別根拠地隊の戦時日誌によれば、1944年8月末時点の各見張所の兵力は、ソピに下士官兵4人、ゴランゴに下士官兵21人と電探1台、ボシボシに下士官兵4人となっている。また、同書は1944年9月のアメリカ軍上陸時の兵力を見張所3か所で約40人としている。ほかにハルマヘラ島内の各地（ペタク・ワヤンリ等）や南隣のクピ島にも見張所が設置されて、一部にはレーダーが配備されてレーダー網を構成していた。

## 戦歴

### アメリカ軍上陸まで
1944年7月15日に長田兵曹長以下が展開し、続いて7月30日松尾寛少尉が着任した。見張所は電探と肉眼監視所から構成されていた。海岸はすべて断崖となっており、標高は約20メートルで海岸から50メートルのところに電探を設置していた。見張所背後には急峻な山が南側にあって遮断されていた。使用していた電探は三式一号電波探信儀三型が2基であった。電探は、高さ10メートルの丸太製のやぐら上の天幕内に設置され、アンテナはチェーンによる手動4転方式であった。チェーンの調子が悪く、探信用意の号令が発せられると潜水艦の潜望鏡のように電探員が手で回転させた。連日、懸命の整備を続けて、8月上旬には試験電波を出すことができた。
アンテナの高さが低く、ジャングルの梢すれすれのため目標の探知信号が弱いので電探付近の樹木を間引いて電波減衰の減少をはかったところ、急に敵機の偵察飛行が盛んとなったので、毎日木の葉を被せてカモフラージュする一幕もあった。見張所の建設が忙しく周辺の偵察が行われておらず、敵スパイの上陸の情報もあったので、西はソピー岬、南はサキタまで8月上旬に偵察をおこなった。8月下旬ごろから、電探の交信系統に故障を生じ、懸命の努力にもかかわらず、回復せずついにハルマヘラ本島から技術援助を受けるに至った。吉田兵曹長指揮の大発動艇（大発）で補給物資の輸送を兼ねて大山兵曹長等の技術員が来所し、やっと復旧した。
9月に入ってアメリカ軍機の飛来頻度が増加し、各集落への爆撃や銃撃が激しくなり、9月15日についに見張所はグラマン機の急降下爆撃を受けたが着弾はそれて被害はなかった。電探の電波を発射するとそれを探知されたアメリカ軍機が飛来するので昼間は電波発射を制限した。

### アメリカ軍上陸後
1944年9月21日昼頃、アメリカ軍上陸用舟艇群は、駆逐艦や上陸支援艇に援護されつつ、東海上から見張所前を通過し、猛烈な艦砲射撃とともに西方のゴランゴ湾に上陸を開始した。見張所員は直ちに電探を破壊し、ゴランゴ湾に通じる断崖上に全兵力を展開し配備につこうとした。司令部との最後通信を行っていると艦砲射撃が見張所付近に集中し始め、司令部からの退避命令があり山中に撤退した。
山中に退避したものの野戦の装備はなく、また電池がなく無線機が使用できなかったのでソピー方面の陸軍部隊と合流すべく山越えで転進を開始した。山の稜線がすべて海岸に直角に続いているため1日に1山か2山しか進めず、9月30日になってようやくソピー岬に達した。ハポ付近でアメリカ軍の攻撃を受け、山中に退避したところ三好先任下士官のみが行方不明となった。
のちに海岸の民家で敵性原住民と交戦した際に、その軍装品を発見したため戦死したものと思われる。さらに、南進しハポ南方で隊を数班に分けて本島への連絡用の舟を探すため、分散行動に移った。その後、陸軍部隊の逆上陸を知り、リバノ付近で逆上陸してきた陸軍部隊の大内支隊長から、「海軍部隊はモロタイ支隊の北地区隊に編入、敵情偵察と遊撃戦に任ずる」という命令を正式に受領した。その後はチホ以北ハポーまでの西海岸に留まった。
各所へアメリカ軍の上陸作戦があったため、逐次戦死者がでた。浅見二曹（1944年11月29日）、ケオにて長田兵曹長ほか3名（1944年12月）、ケチルボクにて米永二曹ほか1名（1945年7月11日）、ボクにて長田二曹ほか2名（1945年）が戦死した。大山兵曹長、柴田二曹および海軍設営隊の軍属5名は消息不明である。
7月末頃、海上輸送隊の日高隊長とともに陸海軍10名で連隊本部へ連絡のためケオへ行ったが、連隊本部がアメリカ軍の攻撃を受けたため、連絡がとれずリバノへ引き返した。リバノ付近に留まっていたところ、9月2日、ハルマヘラ本島からの捜索隊により初めて終戦を知った。9月4日リバノ地区の陸海軍約60名はアメリカ軍の舟艇によりダルバの収容所に入った。9月20日第1梯団石井少佐の指揮の下、ダルバを出発ガレラに着き、9月22日桜井中尉指揮の大発に迎えられてカウの本隊に帰還した。